# Antirhea megacarpa
Antirhea megacarpa är en måreväxtart som beskrevs av Elmer Drew Merrill och Lily May Perry. Antirhea megacarpa ingår i släktet Antirhea och familjen måreväxter. Inga underarter finns listade i Catalogue of Life.